# Flughafen Savannakhet

i7
i11
i13
Der Flughafen Savannakhet (laotisch ສະຫນາມບິນສະຫວັນນະເຂດ, IATA-Code: ZVK, ICAO-Code: VLSK) ist der Flughafen von Savannakhet, Laos.
Er liegt mitten in der Stadt auf einer Höhe von 155 m. Unmittelbar westlich des Flughafens fließt der Mekong. Am Flughafen gibt es keine Taxis, Busse oder Tuk-Tuk-Service zum Zentrum. Ortsansässige organisieren die Fahrten bei Bedarf mit ihren Privatfahrzeugen. Ein Einreisevisum kann nach der Ankunft direkt am Flughafen beantragt werden.
Seit den 1960er-Jahren wurde der Flughafen von der US-amerikanischen CIA-Fluggesellschaft Air America für geheime Unternehmen und Unterstützung von Partisanen benutzt. Während des Vietnamkrieges nutzte die US-Luftwaffe den Flughafen zur Suche nach Vermissten.
Der Flughafen verfügt über eine betonierte Start- und Landebahn von 1633 m Länge. Er wird mehrmals pro Woche von Lao Airlines angeflogen.

## Zwischenfälle
- Am 25. November 1968 fiel an einer Curtiss C-46D-20-CU Commando der US-amerikanischen CIA-Fluggesellschaft Air America (Luftfahrzeugkennzeichen N1386N) kurz nach dem Start vom Flughafen Savannakhet ein Triebwerk aus. Die Maschine stürzte 3 Kilometer hinter dem Flughafen ab, eine Tragfläche löste sich und fing Feuer, der Rumpf kam auf dem Rücken zu liegen. Von den 28 Insassen kamen 26 ums Leben, alle drei Besatzungsmitglieder und 23 Passagiere.[2]